# Pavol Suchán
Pavol Suchán (17. prosince 1944 - 2011) byl slovenský a československý politik a poslanec Sněmovny národů Federálního shromáždění za VPN po sametové revoluci.

## Biografie
Studoval v Praze, kde absolvoval Vysokou školu ekonomickou. K roku 1990 se profesně uvádí jako výzkumný pracovník Ústavu systémového inženýrství, Trenčín.
V lednu 1990 zasedl v rámci procesu kooptací do Federálního shromáždění po sametové revoluci jako bezpartijní poslanec do slovenské části Sněmovny národů (volební obvod č. 103 - Trenčín, Západoslovenský kraj). Mandát obhájil ve volbách roku 1990. Ve Federálním shromáždění setrval do dubna 1991, kdy na mandát rezignoval.